# Ross Atkins
Pour les articles homonymes, voir Atkins.
Dannon Ross Atkins (né le 7 août 1973 à Greensboro, Caroline du Nord, États-Unis) est l'actuel directeur général des Blue Jays de Toronto de la Ligue majeure de baseball.

## Carrière de joueur de baseball
Ross Atkins est d'abord joueur de baseball pour les Demon Deacons de l'université de Wake Forest, dont il est diplômé en sciences économiques. Il est repêché deux fois par des clubs de la Ligue majeure de baseball. Après avoir ignoré les Marlins de la Floride, qui le choisissent au 69e tour de sélection en 1994, il rejoint les Indians de Cleveland, qui le réclament au 38e tour en 1995. Atkins, un lanceur droitier, évolue en ligues mineures avec des clubs affiliés aux Indians de 1995 à 1999, sans toutefois atteindre le baseball majeur. Sa moyenne de points mérités s'élève à 4,13 en 512 manches lancées lors de ses 5 saisons à travers les différents niveaux de ligues mineures. Il plafonne dans le Double-A après deux dernières saisons jouées pour les Aeros d'Akron.
En 2000, l'année suivant la fin de sa carrière de joueur, Ross Atkins sert d'entraîneur et d'interprète pour Danys Báez, un futur joueur des majeures qui venait alors d'arriver aux États-Unis après avoir fait défection de Cuba.

## Carrière de dirigeant de baseball

### Indians de Cleveland
En 2001, Atkins est engagé par les Indians de Cleveland comme assistant directeur du développement des joueurs, où il travaille sous les ordres de John Farrell. En 2003, il est promu au poste de directeur des opérations en Amérique latine. En octobre 2006, on le nomme directeur du développement des joueurs. Enfin, en décembre 2013, Atkins est nommé par les Indians vice-président du personnel. Atkins supervise le réseau de clubs affiliés aux Indians en ligues mineures de 2007 à 2014.

### Blue Jays de Toronto
Le 3 décembre 2015, Ross Atkins devient à 42 ans le directeur général des Blue Jays de Toronto. Il est engagé par Mark Shapiro, devenu en 2015 président des Blue Jays après 24 années chez les Indians de Cleveland, notamment les 5 dernières en tant que président. Atkins devient le 6e directeur général de l'histoire du club torontois, excluant son prédécesseur immédiat Tony LaCava, qui assurait l'intérim depuis la démission, fin octobre 2015, d'Alex Anthopoulos.